# Andrea Agnelli
Andrea Agnelli (Turín, Italia, 6 de diciembre de 1975) es un empresario italiano. Desde el año 2010 hasta 2022 ocupó el cargo de presidente de la Juventus, al igual que hiciera su abuelo Edoardo Agnelli entre 1923 y 1935, su tío Gianni entre 1947 y 1954, y su padre Umberto entre 1955 y 1962. También desde 2021, forma parte del directorio del conglomerado automovilístico Stellantis, siendo uno de sus directores no ejecutivos.

## Biografía
Es el segundo hijo del fallecido empresario y político Umberto Agnelli (nacido en 1937) y el primero de la relación de este con Allegra Caracciolo (nacida en 1945). Su medio hermano mayor Giovanni Agnelli III, fue hijo del matrimonio de Umberto con Antonella Piaggio, descendiente de los fundadores del reconocido fabricante de motocicletas. Giovanni III falleció en 1997 a los 33 años.
Por último, tras Andrea llegó su hermana menor Anna, nacida en 1977. Umberto Agnelli falleció en 2004.
Las diferencias de edades entre su padre Umberto y su tío Giovanni II, además de la del propio Andrea con su prima Margherita (hija de Gianni nacida en 1955) y el cambio de pareja de Umberto, provocaron que Andrea sea contemporáneo con su sobrino segundo John Elkann, con quien se llevan un año de diferencia. Actualmente, ellos dos se reparten las acciones del emporio Agnelli, siendo John el presidente de Fiat y el consorcio Exor, y Andrea el presidente de Juventus FC.

### Formación y experiencia
Agnelli se formó académicamente en el St. Clare's International College de Oxford y en la Università commerciale Luigi Bocconi de Milán. En el transcurso de su carrera tuvo experiencias en Italia y en el extranjero: entre ellas, tareas de venta y marketing en empresas como Piaggio, Auchan y Ferrari.
Entre 2001 y 2004 trabajó en Philip Morris International. En 2007 fundó una holding financiera, Lamse S.p.A.. También ha cultivado su propia pasión por el golf convirtiéndose en 2008 en administrador delegado del Royal Park Golf & Country Club I Roveri. El 29 de septiembre de 2008 fue nombrado consejero federal de la Federazione Italiana Golf.
Agnelli además se ha mantenido legado al mundo FIAT: de 2005 a 2006 realizó tareas de desarrollo estratégico dentro de IFIIL (Instituto Financiero Industrial Laniero). Desde el 30 de mayo de 2004 es consejero de administración de FIAT Automobiles y desde 2006 lo es de IFI (convertida después en Exor), la sociedad que controla la completa galaxia FIAT.
Junto a Michele Dalai y Davide Dileo fundó en 2010 la constructora ADD (siglas de Agnelli, Dalai y Dileo).

### Presidente de la Juventus Football Club
De su padre, además del legado del mundo FIAT, también heredó la pasión por el equipo de fútbol Juventus, en el que trabajó inicialmente como asistente en el sector comercial. El 29 de abril de 2010 es nombrado Presidente del club por su sobrino segundo, John Elkann, en sustitución de Jean-Claude Blanc. Entra oficialmente al cargo durante el Consejo de Administración del 19 de mayo siguiente. Tras 50 años de ausencia, es el cuarto Agnelli, después de su abuelo Edoardo, su padre Umberto y su tío Gianni, en cubrir este cargo. El 27 de octubre del mismo año preside su primera Asamblea de Accionistas en el cargo de nuevo número uno.
Los primeros movimientos de Agnelli como presidente fueron la elección de Giuseppe Marotta como director general y el alejamiento de algunos colaboradores de la anterior gestión. Además, bajo su presidencia, la Juventus toma un procedimiento legal para pedir la revisión de las sentencias de la investigación Calciopoli.
El 8 de septiembre de 2011 inaugura el nuevo estadio de la Juventus, el Juventus Stadium, sede de los encuentros de los bianconeri desde la temporada 2011-2012. El 6 de mayo de 2012 gana por primera vez el campeonato italiano como presidente del club; un torneo finalizado además como imbatidos, segundo equipo en conseguirlo desde la instauración de un solo grupo en la Serie A. Para la temporada 2012-2013 es elegido representante italiano de la European Club Association (ECA). Bajo su presidencia, la Juventus se adjudica el campeonato italiano por nueve temporadas consecutivas (de la temporada 2011-2012 a la 2019-2020), en la 2013-2014 llegando a la cuota récord de 102 puntos, algo que no conseguía la Juventus desde los tiempos del Quinquennio d'Oro, junto a dos Supercopas italianas.
El 28 de noviembre de 2022, dimitió de su cargo junto con Pavel Nedved y diez consejeros más debido a la Investigación Prisma, donde se acusaba a la Juventus de blanqueo de capitales.

## Familia
El 27 de agosto de 2005 se casó con Emma Winter en la iglesia de San Pietro en Vincoli, en Villar Perosa. La recepción nupcial se celebró también en Villar Perosa, en Villa Agnelli. Tiene dos hijos: Baya Agnelli, nacida el 24 de mayo de 2005 en Turín, y Giacomo Dai Agnelli, nacido el 16 de diciembre de 2011 también en la capital piamontesa.
Es parte de la quinta generación de la familia Agnelli, partiendo desde su tatarabuelo Edoardo Agnelli I, empresario de la seda que tuvo en Giovanni Agnelli a su único hijo. Este último fue uno de los fundadores de Fiat y más tarde su único propietario, haciendo heredero del emporio a su hijo Edoardo II, abuelo de Andrea. Edoardo fue padre de seis hijos, de los cuales se destacaron 3: Gianni (quien fue heredero de Fiat), Susanna (quien se dedicó a la política, llegando a ser la primera mujer que ocupó el cargo de Ministra de Relaciones Exteriores) y Umberto (quien ejerció la presidencia del Juventus FC y fue presidente temporal de Fiat), este último, padre de Andrea.
Además de Andrea, también forman parte de la quinta generación sus primos Margherita (hija de Gianni y casada primeramente con el artista Alain Elkann y luego con el conde Serge de Pahlen) y Cristiano Rattazzi (hijo de Susanna, nacido en Argentina y presidente de la filial Fiat de ese país). 
Por último, John Elkann (hijo mayor de Margherita Agnelli y Alain Elkann) es su sobrino segundo (a pesar de ser casi contemporáneos con Andrea) y quien actualmente comanda las acciones de los negocios relacionados con la Familia Agnelli (Fiat y el consorcio Exor).

## Árbol genealógico resumido de Andrea Agnelli
| Edoardo Agnelli I Aniscetta Friscetti | Giovanni Agnelli I Clara Boselli | Edoardo Agnelli II Virginia Bourbon | Umberto Agnelli Allegra Caracciolo     | Andrea Agnelli Emma Winter          | Giacomo Agnelli              |
| Edoardo Agnelli I Aniscetta Friscetti | Giovanni Agnelli I Clara Boselli | Edoardo Agnelli II Virginia Bourbon | Umberto Agnelli Allegra Caracciolo     |                                     |                              |
| Edoardo Agnelli I Aniscetta Friscetti | Giovanni Agnelli I Clara Boselli | Edoardo Agnelli II Virginia Bourbon | Umberto Agnelli Allegra Caracciolo     | Anna Agnelli                        |                              |
| Edoardo Agnelli I Aniscetta Friscetti | Giovanni Agnelli I Clara Boselli | Edoardo Agnelli II Virginia Bourbon |                                        |                                     |                              |
| Edoardo Agnelli I Aniscetta Friscetti | Giovanni Agnelli I Clara Boselli | Edoardo Agnelli II Virginia Bourbon | Giovanni Agnelli II Marella Caracciolo | Margheritta Agnelli Alain Elkann    | John Elkann Lavinia Borromeo |
| Edoardo Agnelli I Aniscetta Friscetti | Giovanni Agnelli I Clara Boselli | Edoardo Agnelli II Virginia Bourbon | Giovanni Agnelli II Marella Caracciolo |                                     |                              |
| Edoardo Agnelli I Aniscetta Friscetti | Giovanni Agnelli I Clara Boselli | Edoardo Agnelli II Virginia Bourbon | Giovanni Agnelli II Marella Caracciolo | Edoardo Agnelli III                 |                              |
| Edoardo Agnelli I Aniscetta Friscetti | Giovanni Agnelli I Clara Boselli | Edoardo Agnelli II Virginia Bourbon |                                        |                                     |                              |
| Edoardo Agnelli I Aniscetta Friscetti | Giovanni Agnelli I Clara Boselli | Edoardo Agnelli II Virginia Bourbon | Susanna Agnelli Urbano Rattazzi I      | Cristiano Rattazzi Sonia del Carril | Urbano Rattazzi II           |
| Edoardo Agnelli I Aniscetta Friscetti | Giovanni Agnelli I Clara Boselli |                                     |                                        |                                     |                              |
| Edoardo Agnelli I Aniscetta Friscetti | Giovanni Agnelli I Clara Boselli | Caterina Aniceta Agnelli Carlo Nasi |                                        |                                     |                              |